# Peter Thonning
Peter Thonning est un médecin et un botaniste danois, né en 1775 et mort en 1848.
Il est envoyé au Ghana par le gouvernement danois pour y superviser les plantations de la colonie et y demeure de 1799 à 1803. L’herbier de Thonning est détruit lors du bombardement de Copenhague par les troupes britanniques en 1807. Seuls les doubles et les manuscrits en possession de Heinrich Christian Friedrich Schumacher (1757-1830) sont préservés. Aujourd’hui, environ 1 050 spécimens de l’herbier original sont conservés au muséum de botanique de la ville.